# Biblioteca Pública del Estado en Santa Cruz de Tenerife
La Biblioteca Pública del Estado en Santa Cruz de Tenerife, más conocida como la Casa de la Cultura, es una de las 53 bibliotecas públicas de titularidad estatal dependientes del Ministerio de Cultura de España, gestionada por el Gobierno de Canarias a través de la Dirección General del Libro, Archivos y Bibliotecas. 

## Localización
Está ubicada en el Parque de la Granja en Santa Cruz de Tenerife (Tenerife, Canarias, España), en el barrio El Chapatal, en la confluencia de la avenida de Bélgica con la calle Comodoro Rolín, en un edificio de estética moderna revestido de hormigón visto, dividido en cuatro plantas y dos entreplantas destinadas a depósitos.[cita requerida]
El edificio de la biblioteca es también sede de la Oficina Provincial de Depósito Legal y Registro de la Propiedad Intelectual, dependiente de la biblioteca, así como del teatro Espacio La Granja y la Sala de Arte Contemporáneo (SAC) y la sede de Filmoteca Canaria.

## Historia
A finales de la década de 1960 comenzaron las gestiones para conseguir crear un centro de lectura, que se concretaron en 1967 con motivo del viaje realizado a la isla por el entonces director general de Bibliotecas, Eleuterio González Zapatero, quien tuvo la oportunidad de visitar y aceptar el terreno cedido por el Ayuntamiento de Santa Cruz de Tenerife para la edificación de la biblioteca.[cita requerida]
Su construcción se inició en 1968, bajo la dirección de los arquitectos Javier Díaz-Llanos la Roche y Vicente Saavedra Martínez, y finalizó en 1975. En febrero de 1977 abrió sus puertas al público.
Por Real Decreto 3355/1983 de 28 de diciembre (BOE de 27 de enero de 1984) la gestión de la biblioteca fue transferida a la Comunidad Autónoma de Canarias. Está adscrita a la Viceconsejería de Cultura y Patrimonio Cultural del Gobierno de Canarias.
Es biblioteca cabecera de la Red de Bibliotecas Públicas de Canarias (BICA).

## Galería

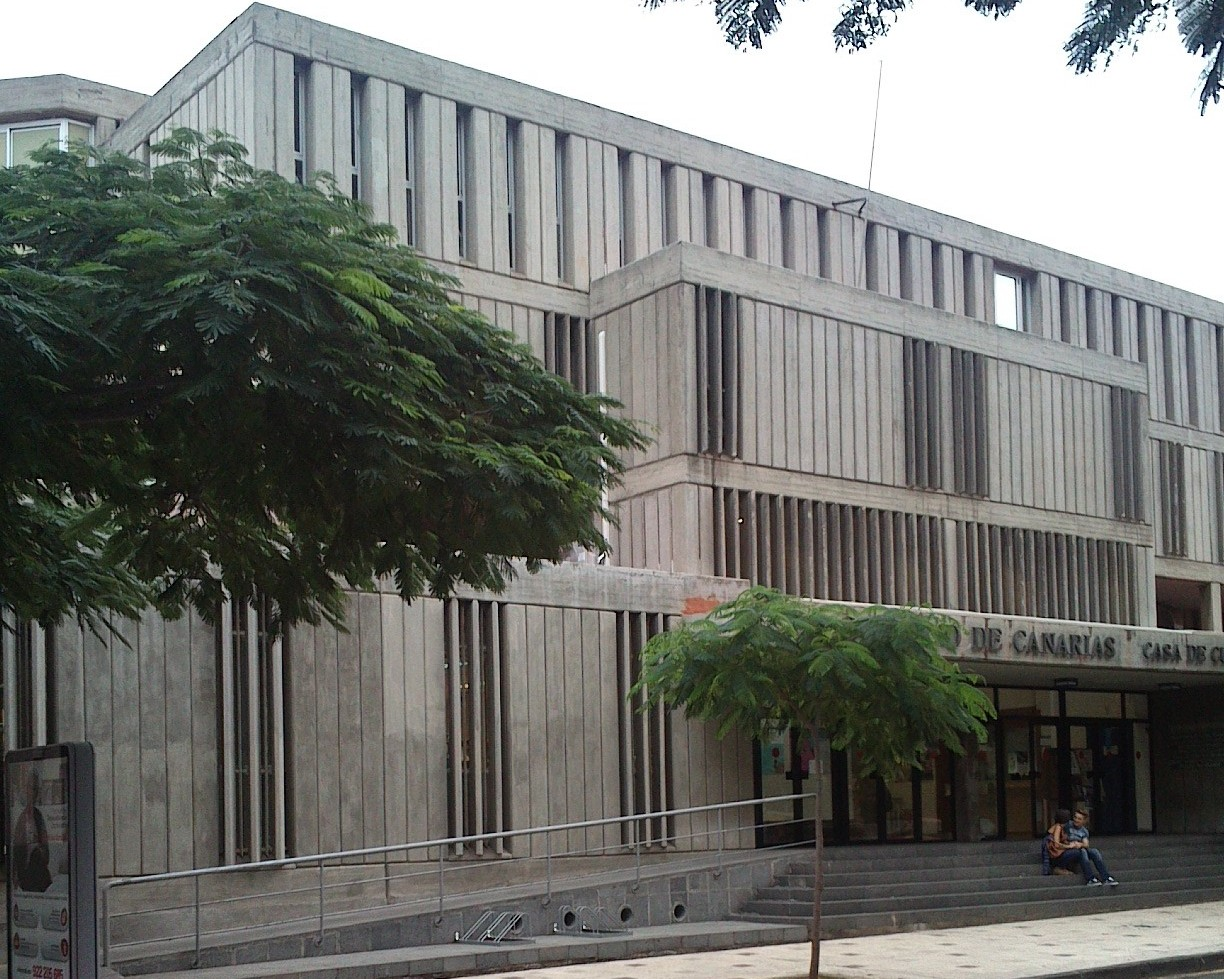
Fachada principal
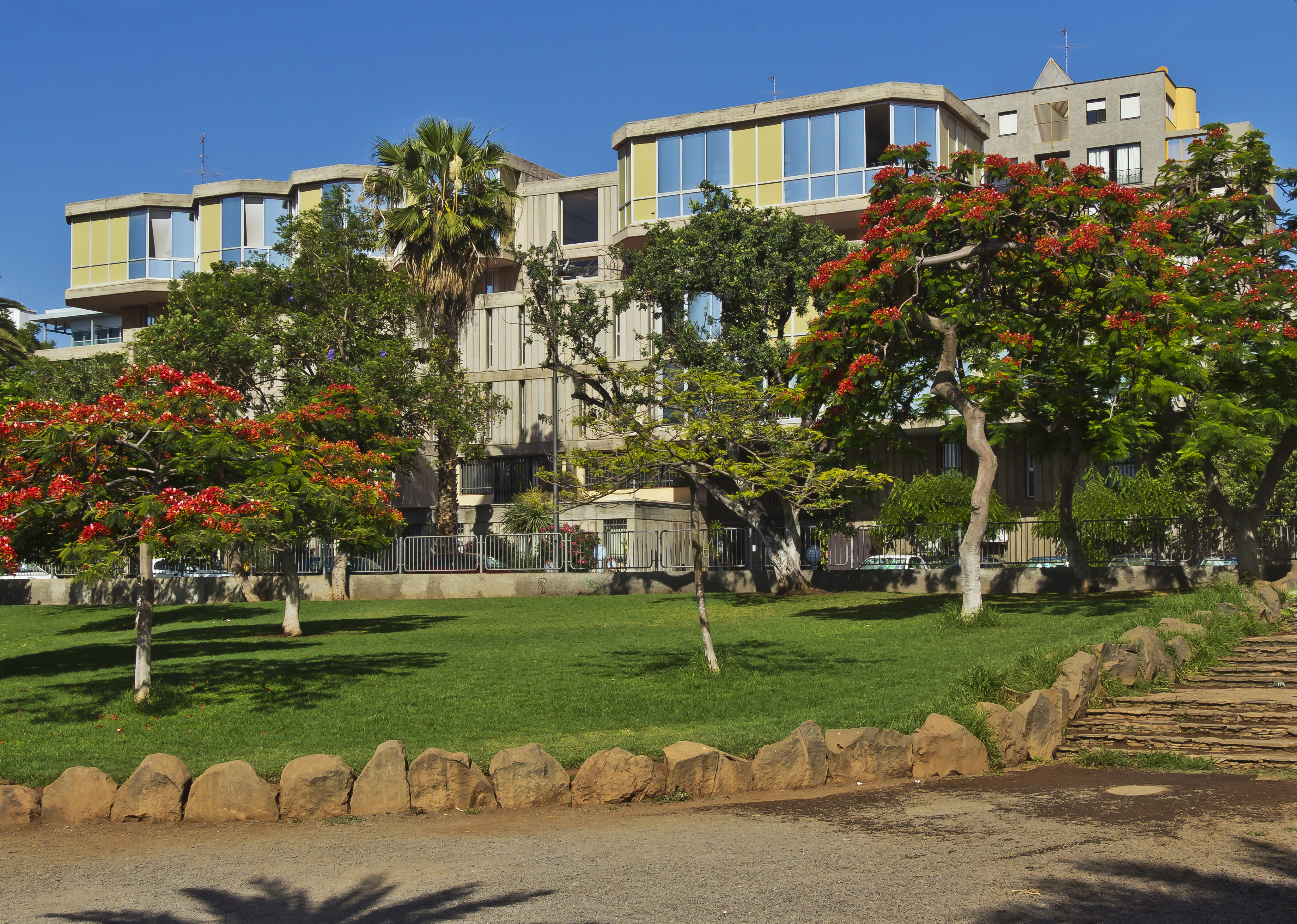
Vista desde el Parque de la Granja